# Битва при Кэлугэрени
Битва при Кэлугэрени (рум. Bătălia de la Călugăreni, тур. Călugăreni Savaşı) — сражение Тринадцатилетней войны в Венгрии, одна из самых известных и важнейших битв в истории средневековой Румынии. Она состоялась 23 августа (13 по старому стилю) 1595 года между армией княжества Валахия, ведомой господарем Михаем Храбрым, и турецкой армией Синан-паши. Турецкие силы насчитывали 100 тысяч человек, но не все их войска были на поле боя в Кэлугерени. Считается, что в битве непосредственно участвовали от 30 до 40 тысяч турецких солдат. В распоряжении Михая Храброго было от 15 до 16 тысяч солдат, в том числе 12 орудий с расчётами из трансильванских секеев. Битва завершилась победой армии княжества Валахии.

## Предыстория
В 1594 году господарь Валахии Михай Храбрый присоединился к антитурецкой коалиции, которую сформировали император Священной Римской империи Рудольф II и правитель Трансильвании Жигмонд Батори. 21 августа 1595 года стотысячная турецкая армия, которой командовал великий визирь Коджа Синан-паша, пересекла Дунай и двинулась на Бухарест. Валашский господарь, у которого было порядка 16 тысяч человек и 12 пушек, решил перехватить турецкие войска в районе Джурджу.
Михай Храбрый, чья армия по численности уступала турецкой, выбрал для битвы окружённое лесами болотистое поле к югу от деревни Кэлугэрень, где в реку Няжлов впадает река Кылништя. Турецкая армия могла двигаться только по единственному мосту через Няжлов, и это становилось серьёзным барьером для многочисленной турецкой армии.

## Ход битвы

### Первая часть
Утро 23 августа 1595 года началось с кавалерийских атак: Валашская кавалерия нанесла неожиданный удар по туркам к югу от Кэлугэрени и отбросила турецкую кавалерию за реку Няжлов. Михай Храбрый расположил свою ставку, 10 тысяч солдат и 10 орудий к северу от реки Няжлов и к югу от деревни. Капитан секейских наёмников Альберт Кирай командовал резервом из 6 тысяч человек, который находился достаточно далеко, к северо-западу от деревни, и должен был защищать позиции валахов от возможной атаки со стороны деревни Сингурень. После кавалерийского боя Синан-паша бросил в бой 12 тысяч человек. Однако Михай Храбрый дождался, когда турки пересекут реку, и приказал артиллерии обстрелять их позиции, отбросив турок обратно. Первая фаза битвы окончилась для валахов успешно.

### Вторая фаза
Вторая фаза битвы началась с решающей атаки Синан-паши, который бросил все свои силы в бой. Янычары атаковали в лоб по мосту, а другие войска решили обойти с флангов и окружить валахов: западным крылом командовал Хасан-паша, бейлебей Румелии; восточным крылом командовал Мехмет Сатырги-паша. Они форсировали Няжлов, перейдя через мост Сингурени. Янычары не только переходили мост, но и строили переправы, переходя через болото. Изначально их атака захлебнулась, но османская кавалерия перешла реку через брод на востоке и стала угрожать левому флангу оборонявшихся. Михай вынужден был отступить и бросить свою артиллерию. Его войска только к северу от деревни остановили турецкое наступление. Вторая фаза битвы осталась за Османской империей.

### Третья фаза
После полудня валахи перешли в атаку по центру, которую возглавил лично Михай Храбрый. Капитан Кочя вернулся после разведывательной миссии и привёл с собой ещё 400 всадников, которые во время наступления Михая атаковали с флангов. Войска Мехмета Сатырги-паши были отброшены и смяли янычар, находившихся на узком пятачке северного побережья реки Няжлов. Валахи достигли моста, отбив орудия, и нанесли огромные потери туркам. Синан-паша ринулся спасать положение, введя в бой личную гвардию, но османские войска были рассеяны и не могли организовать сопротивление, поскольку в тыл им нанесла удар кавалерия капитана Кочи. Одновременно валахи атаковали османский лагерь, находившийся у деревни Хулубешть. Согласно легенде, Михай Храбрый, вооружённый топором, сбросил Синан-пашу с коня в болото, и только один из рабов спас Синан-пашу от гибели. Валахи так и не организовали преследование отступавших турок, поскольку Хасан-паша появился на правом фланге. Михай Храбрый бросил все свои силы на Хасан-пашу и разбил и его войска.

## Итоги
Валахи потеряли не менее 1 тысячи человек убитыми, в то время как турецкие потери составили от 10 до 15 тысяч человек. Михай Храбрый понял, что его войска всё ещё уступают турецким по численности, и ушёл ночью на север, оставив Бухарест и Тырговиште. Свой лагерь он разбил в Стоенешти, недалеко от перевала Рукэр-Бран. Синан-паша захватил Бухарест и оставил там гарнизон Мехмеда-паши с 10 тысячами человек, а после взятия Тырговиште разместил там 1500 человек и 30 орудий. Османская армия двинулась к Стоенешти, где заняла позиции перед валашскими войсками, но не атаковала.
6 сентября князь трансильванский Сигизмунд Баторий прибыл с 7500 кавалеристами на помощь Михаю Храброму. Ещё в начале октября прибыли 1500 человек, посланные Габсбургами, и 300 кавалеристов из Тосканы. 18, 22 и 26 октября объединённые войска вступили в бой с турками под Тырговиште, Бухарестом и Джурджу и все три раза одержали над ними победы.